# Martin Cohan
Pour les articles homonymes, voir Cohan (homonymie).
Martin Cohan (San Francisco, 4 juillet 1932 – Pacific Palisades (Los Angeles), 19 mai 2010) est un producteur de télévision, scénariste et réalisateur américain.

## Filmographie
Comme producteur
- 1984-1992 : Madame est servie

Comme scénariste
- 1984-1992 : Madame est servie